# Christian Blouin
Christian Conrad Blouin CMM (* 1. November 1941 in Saint-Sébastien, Québec, Kanada; † 12. Januar 2019) war ein kanadischer Ordensgeistlicher und römisch-katholischer Bischof von Lae. 

## Leben
Christian Blouin trat der Ordensgemeinschaft der Mariannhiller Missionare bei, legte am 22. August 1963 die Profess ab und der Erzbischof von Sherbrooke, Louis Joseph Jean Marie Fortier, weihte ihn am 3. Mai 1969 zum Priester.
Papst Benedikt XVI. ernannte ihn am 15. Februar 2007 zum Bischof von Lae. Die Bischofsweihe spendete ihm der emeritierter Bischof von Lae, Henry Anthony A. van Lieshout CMM, am 5. Mai desselben Jahres; Mitkonsekratoren waren Francisco Montecillo Padilla, Apostolischer Nuntius in Papua-Neuguinea, und Wilhelm Kurtz SVD, Erzbischof von Madang.
Papst Franziskus nahm am 10. Oktober 2018 seinen altersbedingten Rücktritt an.